# Strusin
Strusin – wieś sołecka w Polsce położona w województwie mazowieckim, w powiecie ciechanowskim, w gminie Sońsk.
Jest to niewielka miejscowość nad rzeką Soną. Strusin graniczy z Strusinkiem, Sońskiem, Gołotczyzną, Niesłuchami, a za rzeką Soną z Marusami i Szwejkami.
Pierwsza wzmianka o miejscowości pochodzi z 1426 r. Wieś wchodziła wtedy w skład klucza dóbr Gołotczyzna. Od połowy XVIII wieku należała do rodu Ostaszewskich herbu Ostoja, którzy mieli swą siedzibę w Gołotczyźnie. Nabył ją w 1757 roku Florian Ostaszewski, wojski ciechanowski, zmarły w 1770 roku.
W 1916 roku była własnością Stefana Łempickiego, a w późniejszym okresie jako właściciel wymieniana jest rodzina Radwańskich.
Wieś w roku 1827 liczyła 16 domów i 108 mieszkańców, w 1885 r. 9 domów i 120 mieszkańców, natomiast w 2006 r. liczyła 62 mieszkańców.
W latach 1975–1998 miejscowość administracyjnie należała do województwa ciechanowskiego.